# 妇女声
《妇女声》为中共第一份妇女刊物，1921年12月10日创办，由中国共产党领导，以上海中华女界联合会名义出版。旨在传播世界各国妇女运动最新消息，介绍中国妇女运动的动向，引导、团结受压迫、受奴役的中国妇女奋起斗争，公开宣传科学社会主义的理论，为无产阶级妇女运动大造舆论。
《妇女声》高举妇女解放的大旗，大声疾呼“妇女解放即是劳动者的解放”。1922年6月，《妇女声》出刊10期后被迫停刊。但它作为中国共产党的第一份妇女刊物，起到了对妇女解放运动的理论指导作用，成为中国妇女解放运动的号角。

## 创刊
1921年7月中国共产党成立之后，把领导妇女运动当作任务之一。党的第一次全国代表大会在嘉兴南湖继续进行时，就谈到妇女工作，并决定交给未来的中央进行处理。1921年12月10日，党组织以中华女界联合会的名义，在上海法租界贝勒路375号（今黄陂南路）创办了《妇女声》半月刊，由李达、王剑虹（瞿秋白夫人）、王会悟（李达夫人）参加编辑工作。

## 主张与辦刊宗旨
《妇女声》紧密结合革命的具体形势和党的要求来作妇女工作，认为女子是人类社会的一份子，有应尽的义务和应享的权利，应当自己支配自己的生活。经济组织变化的结果，迫使女子离开家庭奴隶的境遇，走到社会中来，要完成历史的使命。而这一使命就是要根据革命的形势和广大劳动妇女的实际状况，把妇女解放与劳动者的解放结合起来。妇女运动要打破一切掠夺与压迫，取得自由社会的生存权与劳动权。由此妇女声的宗旨是”专以宣传被压迫阶级的解放，促醒女子加入劳动运动。
1. 要求进入一切学校与男子受同等教育
2. 帮助成年女性一切言论行为概不受父母、翁姑与夫的干涉
3. 要求女子有选举权、被选举权以及从事一切政治活动权
4. 在私有财产未废之前，女子有受父或夫遗产之继承权
5. 社会上一切职业都允许妇女加入，工钱与男子同等
6. 女工及童工的人权平等，不得受非人道的待遇
7. 主张女子参加工人与农民的组织活动
8. 主张女子与男子携手，加入一切抵抗军阀、财阀的群众运动
9. 反对外国帝国主义的侵略
10. 主张与国外妇女联合

## 体裁
四开四版，辟有评錀、议述、诗歌、通讯、杂感、谈话等栏目，以白话为主，使用新式标点。

## 内容
早期马克思主义者对妇女解放理论进行了较为深入的探讨，分析了资产阶级妇女运动和无产阶级妇女运动的区别，指出妇女运动的中心应该移到无产阶级方向。提出知识妇女只有与劳动妇女互相辅助，共同努力，才能最终实现男女平等等一系列无产阶级妇女运动中出现的问题。《妇女声》第一期言论栏中刊登的王剑虹：”女权运动的中心应移到第四阶级”一文，就阐述了共产党的主张。
一些中国共产党党员和进步知识分子，如陈独秀、沈泽民、沈雁冰、邵力子等，也都为该刊撰写过文章。他们宣传马克思列宁主义的妇女解放思想，抨击军阀政府的黑暗统治以及对广大贫苦妇女的偏见和歧视，为妇女解放大声疾呼。

## 特色
- 具有浓烈的政治色彩

《妇女声》这本刊物由于受到当时政治环境的影响，因此具有很浓烈的政治色彩。以无产阶级妇女解放运动的理论作为核心思想。《妇女声》的创刊宣言表示，”妇女解放即是劳动者的解放”为口号，以”取得自由社会的生存权和劳动权”为标语，表现了其作为中心思想的马克思主义关于妇女理论的见解。
- 具有鲜明的群众观念，与当时蓬勃兴起的女工运动息息相关

随着当时中国工人运动兴起，伴随着多次女工大罢工，《妇女声》报导了各地女工罢工的情况，并且大力支持鼓励。呼吁不要忽视妇女劳动问题，反对女工所受非人的待遇。
- 具有朴素的务实精神，为妇女的切身利益作宣传，争取平等的权利

大力支持并落实兴办平民女校，1921年12月《妇女声》刊登了第一期平民女校招生简章。主编王会晤等人也都在平民女学的筹建和资金、生源招募和教师招聘方面投入大量心力，期以兴办学校养成妇运人才，开展妇运工作。
- 活泼的办报风格

文字通俗，形式活泼多样，加入喜闻乐见的内容以及短小精干的言论，有利于普通民众的阅读。